# ジャン＝バティスト・デュ・アルド
ジャン＝バティスト・デュ・アルド（Jean-Baptiste Du Halde、1674年2月1日 - 1743年8月18日）は、イエズス会修道士。デュ・アルドの編纂した百科事典的な著作『中国全誌』は18世紀ヨーロッパに大きな影響をもたらした。

## 略歴
デュ・アルドはパリで生まれ、1692年にイエズス会に入会した。パリのルイ＝ル＝グラン学院で教えた。デュ・アルドは1702年にゴビアンによって創始された『イエズス会士書簡集』の刊行を、ゴビアン没後の1711年以降行った。

## 中国全誌

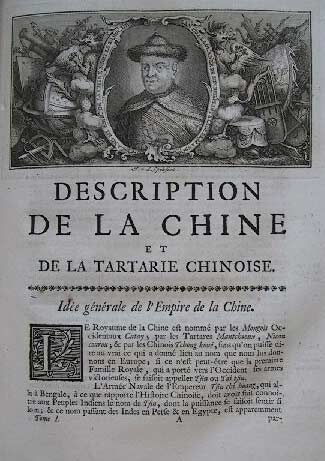
『中国全誌』1736年版。上部の絵は康煕帝の肖像

デュ・アルド本人は中国を訪れたことはなかったが、中国に派遣されたイエズス会士の報告をもとに、1735年に『中華帝国と中華韃靼の地理・歴史・年代・政治・事物の記述』（中国全誌）全4巻を出版した。この書物はイエズス会士の著作をもとに構成された百科事典風の書物で、ヨーロッパ人の中国研究の集大成とも言える著作であった。
- Description géographique, historique, chronologique, politique et physique de l'empire de la Chine et de la Tartarie chinoise. Paris: P.G. le Mercier, imprimeur-libraire. (1735)

第1巻は序論、地理、年代、用語集で、地理はジャン＝バティスト・ブルギニョン・ダンヴィルによる精密な地図が附されている。この地図は康熙帝のもとで宣教師が組織的に行った測量データ（皇輿全覧図）を元にしており、従来のものより格段に精度が高かった。年代は伏羲からはじまり、堯から後は西暦の年代を記しているが、堯の即位を紀元前2357年としている。
第2巻は中国のさまざまな事物に関する議論で、中国の政治・経済・風俗・言語・教育などについて記す。また儒教の経書の紹介、中国の各時代の文献の翻訳抜粋を収録している。
第3巻は中国の宗教、道徳、音楽、数学、天文学、文学、医学など。イエズス会によるキリスト教の布教史や、南明の孝正皇后から教皇にあてた手紙、元曲『趙氏孤児』のプレマールによる翻訳などを収録する。
第4巻は満州・モンゴル・朝鮮・チベットなど周辺地域について。フェルビースト、ジェルビヨン、レジスらによる旅行記を載せる。また、各地の緯度・経度の一覧を載せる。とくに朝鮮についての「コレ（Corée）の国」では、土地が肥沃で農産物の収穫が多く、海産物が豊富で、動物の毛皮や製紙も良質で、朝鮮人参のような妙薬が作られること、王族の葬儀では多くの副葬品が墓に埋められることなどが描かれている。このような内容はイギリス人のトーマス・アストリー（Thomas Astley）の『航海と旅行』に収録され、広く西洋に伝わった。
『中国全誌』は翌年ハーグで海賊版が出版された。また英語(1736)、ドイツ語(1747-1749)、ロシア語(1774-1777、抄訳)にも翻訳された。

## 問題点
デュ・アルドの記述の多くはイエズス会士の報告をもとにしているものの、当時のヨーロッパ人に受けるように記述が編集されていることが指摘されている。18世紀のフランス人読者は文化的な偶像を求めていたため、デュ・アルドは中国に批判的な記述を除去して、中国が理想的な国家に見えるように編集した。

## 影響
ヴォルテール、モンテスキュー、ルソー、ケネー、百科全書派、ヒュームなど、当時のヨーロッパ人は多くデュ・アルドの著作を中国に関する主要な情報源とした。
第3巻に載せる中国音楽「Airs chinois」の楽譜はルソーの『音楽辞典』に転載され、そこからさらにウェーバーの『トゥーランドット』序曲に使用された。本来は単純な五音音階の曲だが、ルソーが3小節めを少し変えて引用したため、ウェーバーもルソーに従っている。なお、この曲はジョゼフ＝マリー・アミオによれば「柳葉錦」という曲牌の曲だった。
デュ・アルドの記述はきわめて詳細であり、18世紀後半には「ヨーロッパの一部の地域より中国についての方がよく知られている」と言われるほどになった。